# Oratorio della Ca' di Dio
L'Oratorio della Ca' di Dio o chiesa di Santa Maria della Ca' di Dio è un edificio religioso della città di Venezia ubicato nel sestiere di Castello.

## Storia
L'oratorio è inglobato nel complesso edilizio dell'ospizio della Ca' di Dio, che ha la sua facciata sulla Riva degli Schiavoni. L'ospizio sorse nel 1272 su un terreno donato allo scopo di realizzare degli alloggi per i pellegrini di passaggio diretti verso la Terra Santa; in seguito venne riconvertito in un ospizio per le donne povere rimaste sole. Fin dall'inizio, il complesso era dotato anche di un piccolo oratorio dedicato a Santa Maria Assunta.
Nel 1544 il complesso fu sottoposto a una ricostruzione completa su progetto di Jacopo Sansovino i cui disegni sono andati perduti. I lavori però furono interrotti soltanto tre anni dopo e non è quindi chiaro se la facciata attuale dell'oratorio corrisponda effettivamente al progetto originale del Sansovino o ne sia una realizzazione parziale.

## Descrizione
L'oratorio non possiede una facciata vera e propria in quanto è inserito in un continuum con il resto dell'ospizio che è una fabbrica dal muro intonacato di colore giallo ocra. L'unico elemento che ne denota la funzione differente consiste nella presenza di due grandi finestre a timpano collocate sopra alle due porte di ingresso. A metà della finestre è presente una edicola con una statua della Madonna. Due rosoni circolari sormontano i due finestroni e il tutto è chiuso sul lato superiore da una cornice orizzontale a cui si appoggiano quattro finestre quadrate.